# Bibija Kerla
Bibija Kerla, bosansko-hercegovska hitrostna drsalka, * 23. oktober 1959.
Za Jugoslavijo je nastopila na Zimskih olimpijskih igrah 1984 in 1988.